# Bluesville Records
Bluesville Records — американський лейбл звукозапису. Створений у 1959 році як дочірній лейбл студії Prestige Records. Діяв до 1964 року. Лейбл орієнтувався на випуск музики у жанрі блюз, однак декілька останніх альбомів були присвячені етнічній музиці.
На лейблі Bluesville записувалися одні з найкращих американських блюзових виконавців, серед яких Лонні Джонсон, Лайтнін Гопкінс, Брауні Макгі і Сонні Террі, Рузвельт Сайкс, Мемфіс Слім і Кей-Сі Дуглас. У більшості своїй записи на лейблі зазнали впливу джазу.
У 1971 році лейбл разом з головною компанією Prestige Records були викупелені Fantasy Records. Fantasy перевидали більшість матеріалу Bluesville на своєму лейблі Original Blues Classics, як на платівках так, і на компакт-дисках. 